# Tellstones: King's Gambit
Tellstones: King's Gambit é um jogo de mesa criado pela Riot Games sob sua divisão Riot Tabletop. É um jogo baseado em adivinhação, e pode ser jogado por duas ou quatro pessoas. Desenvolvido como parte da expansão da Riot para jogos fora de League of Legends, o jogo é o segundo produto de mesa da empresa após o lançamento de Mechs vs. Minions em 2016. Foi lançado em setembro de 2020, recebendo elogios por sua apresentação e qualidade de construção, porém críticas devido a sua jogabilidade curta e simplória.

## Visão geral

### Configuração
O jogo se passa na cidade de Runeterra, do universo ficcional do videogame League of Legends, e é baseado em um jogo tradicional jogado na região de Demacia.

### Jogabilidade
Tellstones é um jogo de memória para dois ou quatro jogadores que leva cerca de 10 minutos para ser jogado. Na versão para dois jogadores, os jogadores colocam um pedaço de feltro, chamado de "linha", entre eles sobre uma mesa. Os jogadores se revezam instruindo uns aos outros para colocar uma ficha, chamada de token (que tem um símbolo em um lado) na linha, virar uma ficha de cabeça para baixo (para ocultar o símbolo da ficha) ou trocar as posições de duas fichas. Um jogador pode desafiar seu oponente a adivinhar o símbolo em uma ficha invertida para marcar um ponto, e o primeiro jogador a conquistar três pontos ganha o jogo. Eles também podem usar sua vez para olhar um token de cabeça para baixo, e se seu oponente marcou um ponto no turno anterior, ele pode consultar três fichas. Também possui uma mecânica de "gabarito", onde um jogador pode alegar que conhece os símbolos de todas as fichas de cabeça para baixo na linha. Se o jogador adivinhar todos os tokens com sucesso, ele ganha o jogo. Se o jogador não puder nomear todos os tokens, perderá.
Na versão para quatro jogadores, os jogadores são divididos em duas equipes de dois jogadores, um de cada equipe, e sentam-se de cada lado da linha. Os jogadores se revezam no sentido anti-horário e, durante sua vez, instruem seu oponente para a esquerda. Quando uma equipe se desafia, seus membros se revezam tentando adivinhar as fichas de cabeça para baixo.

## Desenvolvimento
Para promover o universo ficcional de seu videogame League of Legends, a empresa de videogame Riot Games lançou vários projetos e jogos relacionados a League of Legends ao longo de 2019 e 2020. Após o sucesso da Riot com seu primeiro jogo de mesa em 2016, Mechs vs. Minions, a empresa anunciou a criação de um novo estúdio interno em janeiro de 2020, o Riot Tabletop, que desenvolveria mais jogos de mesa. Chris Cantrell, o diretor de criação do estúdio, disse que teve a ideia central do jogabilidade de Tellstones na Gen Con 2017. Cantrell decidiu diferenciar o jogo fornecendo suas peças com "qualidade de herança". O estúdio ambientou o jogo em League of Legends, trabalhando em torno da aparência e representação dos símbolos Demacianos.
Foi lançado com um pequeno atraso em 16 de setembro de 2020, devido à pandemia COVID-19.

## Recepção
A crítica especializada elogiou a apresentação do jogo e a qualidade de construção, mas o apontou como curto e desinteressante. Charlie Hall do site Polygon elogiou a apresentação e as peças do jogo como "excepcionais", e descreveu o jogo como "sólido", mas "monótono e terrivelmente curto". Luke Plunkett, do Kotaku, elogiou a qualidade de construção como "premium", mas expressou confusão com o jogo, opinando que "parece rápido e descartável, como um jogo de playground ou uma partida de pôquer". O jogo foi criticado como "uma tarefa árdua" por Alex Meehan do Dicebreaker, que argumentou que a jogabilidade de Tellstones era desinteressante por causa da falta de qualquer mecânica além de seus componentes baseados em memória. Plunkett afirmou que o jogo tinha poucas conexões com o universo narrativo de League of Legends enquanto Hall considerava o jogo "básico" em comparação com seu predecessor Mechs vs. Minions.